# Ballas

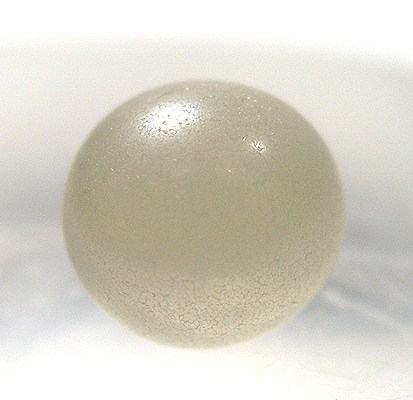
Brazylijski ballas

Ballas – włóknisto-promienista rzadka odmiana zanieczyszczonego diamentu, występuje zwykle  razem z bortem.
Występuje w skupieniach włóknisto-promienistych, czasem tworzących formę kulisto-zbitych promieni wychodzących ze wspólnego centrum.